# Hałyczyna-Karpaty Lwów
Hałyczyna-Karpaty Lwów (ukr. Футбольний клуб «Галичина-Карпати» Львів, Futbolnyj Kłub "Hałyczyna-Karpaty" Lwiw) – ukraiński klub piłkarski z siedzibą we Lwowie.
W sezonie 2001/02, 2002/03 i 2003/04 występował w Drugiej Lidze Mistrzostw Ukrainy.

## Historia
Chronologia nazw:
- 2001: Karpaty-3 Lwów (ukr. «Карпати-3» Львів)
- 2003: Hałyczyna-Karpaty Lwów (ukr. «Галичина-Карпати» Львів)
- 2004: klub rozwiązano

W 2001 została założona trzecia drużyna Karpat Lwów, która zamieniła w Drugiej Lidze Karpaty-2 Lwów. Przed rozpoczęciem sezonu 2003/04 klub zmienił nazwę na Hałyczyna-Karpaty Lwów. Jednak przez to, że Karpaty Lwów spadł do Pierwszej Ligi, Karpaty-2 Lwów był zmuszony spaść do Drugiej Ligi, a dla trzeciej drużyny Karpat zabrakło ligi, dlatego klub został rozwiązany i pozbawiony statusu klubu profesjonalnego.

## Inne
- Karpaty Lwów
- Hałyczyna Lwów